# 周易外傳
周易外傳是王夫之編寫的借周易來闡述自身哲學思想的著作，共7卷，於1655年開始編寫。作者在前4卷探討掛、5、6卷探討系辭，最後一卷探討說掛、序掛、雜掛。